# Agrie Belachew
Agrie Belachew (amharisch አገሬ በላቸው; * 20. Januar 1999) ist eine äthiopische Hindernisläuferin.

## Sportliche Laufbahn
Erste internationale Erfahrungen sammelte Agrie Belachew bei den Jugendweltmeisterschaften 2015 in Cali, bei denen sie in 6:34,68 min die Bronzemedaille über 2000 Meter Hindernis gewann. Im Jahr darauf gewann sie bei den U20-Weltmeisterschaften in Bydgoszcz in 9:37,17 min ebenfalls die Bronzemedaille und zwei Jahre später wurde sie bei den U20-Weltmeisterschaften in Tampere in 9:44,79 min Fünfte. Im August erreichte sie bei den Afrikameisterschaften in Asaba in 10:32,88 min Rang sieben.

## Persönliche Bestzeiten
- 3000 m Hindernis: 9:27,83 min, 8. Juni 2021 in Hengelo